# Ectobius ichnusae
Ectobius ichnusae är en kackerlacksart som beskrevs av Failla och Andre Messina 1982. Ectobius ichnusae ingår i släktet Ectobius och familjen småkackerlackor. Inga underarter finns listade i Catalogue of Life.